# Collegio di Penrith and The Border
Penrith and The Border è stato un collegio elettorale situato in Cumbria, nel Nord Ovest dell'Inghilterra, e rappresentato alla Camera dei comuni del Parlamento del Regno Unito. Eleggeva un membro del parlamento con il sistema maggioritario a turno unico; il collegio è stato abolito in occasione della revisione periodica del 2024.

## Estensione
- 1950-1983: il distretto urbano di Penrith e i distretti rurali di Alston with Garrigill, Border, Penrith e Wigton (questi distretti furono aboliti nel 1974, ma i confini del collegio rimasero gli stessi.)
- 1983-1997: i ward del distretto di Eden di Alston Moor, Appleby, Appleby Bongate, Askham, Brough, Crosby Ravensworth, Dacre, Eamont, Greystoke, Hartside, Hesket, Kirkby Thore, Kirkoswald, Langwathby, Lazonby, Long Marton, Lowther, Penrith East, Penrith North, Penrith South, Penrith West, Skelton, Ullswater e Warcop, i ward della città di Carlisle di Arthuret, Brampton, Burgh, Dalston, Great Corby and Geltsdale, Hayton, Irthing, Lyne, St Cuthbert Without, Stanwix Rural e Wetheral e i ward del distretto di Allerdale di Aspatria, Boltons, Marsh, Silloth, Tarns, Wampool, Warnell, Waver e Wigton.
- 1997-2010: il distretto di Eden, i ward della città di Carlisle di Arthuret, Brampton, Great Corby and Geltsdale, Hayton, Irthing, Lyne, Stanwix Rural e Wetheral, e i ward del distretto di Allerdale di Marsh, Wampool, Warnell e Wigton.
- 2010-2024: il distretto di Eden, i ward della città di Carlisle di Brampton, Great Corby and Geltsdale, Hayton, Irthing, Longtown and Rockcliffe, Lyne e Stanwix Rural, e i ward del distretto di Allerdale di Warnell and Wigton.

Il collegio fu creato nel 1950 unendo parte di Penrith and Cockermouth con North Cumberland. Fu modificato nel 1983 incorporando parte dell'ex Westmorland, e nel 1997 incorporando le aree di Kirkby Stephen e Tebay del collegio di Westmorland and Lonsdale, arrivando a coprire tutto il distretto di Eden. Il collegio include anche parti dei distretti di Allerdale e Carlisle, ma a ogni modifica delle estensioni perde area a vantaggio di altri collegi.
Penrith and The Border era il collegio più esteso dell'Inghilterra; nonostante il nome, includeva solo parte del confine tra Inghilterra e Scozia. I collegi confinanti di Hexham e Berwick-upon-Tweed comprendevano l'area di confine. Il nome derivava dal fatto che quando il collegio venne creato, consisteva del distretto rurale di Penrith e del distretto rurale di Border, oltre a Alston Moor.
Il collegio è stato abolito in occasione della revisione del 2024, e la sua area è stata divisa tra tre collegi:
- Penrith e le aree rurali che si estendono da Alston ad est fino a Wigton ad ovest, sono confluite nel nuovo collegio di Penrith and Solway;
- le parti all'interno del distretto della città di Carlisle tra cui Brampton e Longtown, sono confluite nel collegio di Carlisle;
- le aree a sud di Penrith, ta cui Appleby-in-Westmorland e Kirkby Stephen, sono confluite nel collegio di Westmorland and Lonsdale.

## Membri del parlamento
| Elezione | Elezione         | Deputato         | Partito          |
| -------- | ---------------- | ---------------- | ---------------- |
|          | 1950             | Donald Scott     | Conservatore     |
| 1955     | William Whitelaw |                  | Conservatore     |
| 1983 (S) | David Maclean    |                  | Conservatore     |
| 2010     | Rory Stewart     |                  | Conservatore     |
|          | Rory Stewart     | 2019             | Indipendente     |
|          | 2019             | Neil Hudson      | Conservatore     |
|          | 2024             | Collegio abolito | Collegio abolito |

## Elezioni

### Elezioni negli anni 2010
| Partito                    | Partito                                   | Candidato                  | Risultati 12 dicembre 2019 | Risultati 12 dicembre 2019 |
| Partito                    | Partito                                   | Candidato                  | Voti                       | %                          |
| -------------------------- | ----------------------------------------- | -------------------------- | -------------------------- | -------------------------- |
|                            | Conservatore                              | Neil Hudson                | 28 875                     | 60,38                      |
|                            | Laburista Co-Op                           | Sarah Williams             | 10 356                     | 21,65                      |
|                            | Lib Dem                                   | Matthew Severn             | 5 364                      | 11,22                      |
|                            | Verdi                                     | Ali Ross                   | 2 159                      | 4,51                       |
|                            | Putting Cumbria First                     | Jonathan Davies            | 1 070                      | 2,24                       |
|                            |                                           |                            |                            |                            |
| Iscritti                   | Iscritti                                  | Iscritti                   | 67 555                     | 100,00                     |
| ↳ Votanti (% su iscritti)  | ↳ Votanti (% su iscritti)                 | ↳ Votanti (% su iscritti)  | 48 451                     | 71,72                      |
| ↳ Astenuti (% su iscritti) | ↳ Astenuti (% su iscritti)                | ↳ Astenuti (% su iscritti) | 19 104                     | 28,28                      |
|                            |                                           |                            |                            |                            |
|                            | Esito: collegio confermato a Conservatore |                            |                            |                            |

| Partito                    | Partito                                   | Candidato                  | Risultati 8 giugno 2017 | Risultati 8 giugno 2017 |
| Partito                    | Partito                                   | Candidato                  | Voti                    | %                       |
| -------------------------- | ----------------------------------------- | -------------------------- | ----------------------- | ----------------------- |
|                            | Conservatore                              | Rory Stewart               | 28 078                  | 60,42                   |
|                            | Laburista                                 | Lola McEvoy                | 12 168                  | 26,18                   |
|                            | Lib Dem                                   | Neil Hughes                | 3 641                   | 7,84                    |
|                            | UKIP                                      | Kerryanne Wilde            | 1 142                   | 2,46                    |
|                            | Verdi                                     | Doug Lawson                | 1 029                   | 2,21                    |
|                            | Indipendente                              | Jonathan Davies            | 412                     | 0,89                    |
|                            |                                           |                            |                         |                         |
| Iscritti                   | Iscritti                                  | Iscritti                   | 65 175                  | 100,00                  |
| ↳ Votanti (% su iscritti)  | ↳ Votanti (% su iscritti)                 | ↳ Votanti (% su iscritti)  | 46 470                  | 71,30                   |
| ↳ Astenuti (% su iscritti) | ↳ Astenuti (% su iscritti)                | ↳ Astenuti (% su iscritti) | 18 705                  | 28,70                   |
|                            |                                           |                            |                         |                         |
|                            | Esito: collegio confermato a Conservatore |                            |                         |                         |

| Partito                    | Partito                                   | Candidato                  | Risultati 7 maggio 2015 | Risultati 7 maggio 2015 |
| Partito                    | Partito                                   | Candidato                  | Voti                    | %                       |
| -------------------------- | ----------------------------------------- | -------------------------- | ----------------------- | ----------------------- |
|                            | Conservatore                              | Rory Stewart               | 26 202                  | 59,66                   |
|                            | Laburista                                 | Lee Rushworth              | 6 308                   | 14,36                   |
|                            | UKIP                                      | John Stanyer               | 5 353                   | 12,19                   |
|                            | Lib Dem                                   | Neil Hughes                | 3 745                   | 8,53                    |
|                            | Verdi                                     | George Burrow              | 2 313                   | 5,27                    |
|                            |                                           |                            |                         |                         |
| Iscritti                   | Iscritti                                  | Iscritti                   | 65 164                  | 100,00                  |
| ↳ Votanti (% su iscritti)  | ↳ Votanti (% su iscritti)                 | ↳ Votanti (% su iscritti)  | 43 921                  | 67,40                   |
| ↳ Astenuti (% su iscritti) | ↳ Astenuti (% su iscritti)                | ↳ Astenuti (% su iscritti) | 21 243                  | 32,60                   |
|                            |                                           |                            |                         |                         |
|                            | Esito: collegio confermato a Conservatore |                            |                         |                         |

| Partito                    | Partito                                   | Candidato                  | Risultati 6 maggio 2010 | Risultati 6 maggio 2010 |
| Partito                    | Partito                                   | Candidato                  | Voti                    | %                       |
| -------------------------- | ----------------------------------------- | -------------------------- | ----------------------- | ----------------------- |
|                            | Conservatore                              | Rory Stewart               | 24 071                  | 53,39                   |
|                            | Lib Dem                                   | Peter Thornton             | 12 830                  | 28,46                   |
|                            | Laburista                                 | Barbara Cannon             | 5 834                   | 12,94                   |
|                            | UKIP                                      | John Stanyer               | 1 259                   | 2,79                    |
|                            | BNP                                       | Chris Davidson             | 1 093                   | 2,42                    |
|                            |                                           |                            |                         |                         |
| Iscritti                   | Iscritti                                  | Iscritti                   | 64 502                  | 100,00                  |
| ↳ Votanti (% su iscritti)  | ↳ Votanti (% su iscritti)                 | ↳ Votanti (% su iscritti)  | 45 087                  | 69,90                   |
| ↳ Astenuti (% su iscritti) | ↳ Astenuti (% su iscritti)                | ↳ Astenuti (% su iscritti) | 19 415                  | 30,10                   |
|                            |                                           |                            |                         |                         |
|                            | Esito: collegio confermato a Conservatore |                            |                         |                         |

### Elezioni negli anni 2000
| Partito                    | Partito                                   | Candidato                  | Risultati 5 maggio 2005 | Risultati 5 maggio 2005 |
| Partito                    | Partito                                   | Candidato                  | Voti                    | %                       |
| -------------------------- | ----------------------------------------- | -------------------------- | ----------------------- | ----------------------- |
|                            | Conservatore                              | David Maclean              | 24 046                  | 51,29                   |
|                            | Lib Dem                                   | Kenneth Walker             | 12 142                  | 25,90                   |
|                            | Laburista                                 | Michael Boaden             | 8 958                   | 19,11                   |
|                            | UKIP                                      | William Robinson           | 1 187                   | 2,53                    |
|                            | Legalise Cannabis                         | Lezley Gibson              | 549                     | 1,17                    |
|                            |                                           |                            |                         |                         |
| Iscritti                   | Iscritti                                  | Iscritti                   | 70 925                  | 100,00                  |
| ↳ Votanti (% su iscritti)  | ↳ Votanti (% su iscritti)                 | ↳ Votanti (% su iscritti)  | 46 882                  | 66,10                   |
| ↳ Astenuti (% su iscritti) | ↳ Astenuti (% su iscritti)                | ↳ Astenuti (% su iscritti) | 24 043                  | 33,90                   |
|                            |                                           |                            |                         |                         |
|                            | Esito: collegio confermato a Conservatore |                            |                         |                         |

| Partito                    | Partito                                   | Candidato                  | Risultati 7 giugno 2001 | Risultati 7 giugno 2001 |
| Partito                    | Partito                                   | Candidato                  | Voti                    | %                       |
| -------------------------- | ----------------------------------------- | -------------------------- | ----------------------- | ----------------------- |
|                            | Conservatore                              | David Maclean              | 24 302                  | 54,92                   |
|                            | Lib Dem                                   | Kenneth Walker             | 9 625                   | 21,75                   |
|                            | Laburista                                 | Michael Boaden             | 8 177                   | 18,48                   |
|                            | UKIP                                      | Thomas Lowther             | 938                     | 2,12                    |
|                            | Legalise Cannabis                         | Mark Gibson                | 870                     | 1,97                    |
|                            | Indipendente                              | John Moffat                | 337                     | 0,76                    |
|                            |                                           |                            |                         |                         |
| Iscritti                   | Iscritti                                  | Iscritti                   | 68 603                  | 100,00                  |
| ↳ Votanti (% su iscritti)  | ↳ Votanti (% su iscritti)                 | ↳ Votanti (% su iscritti)  | 44 249                  | 64,50                   |
| ↳ Astenuti (% su iscritti) | ↳ Astenuti (% su iscritti)                | ↳ Astenuti (% su iscritti) | 24 354                  | 35,50                   |
|                            |                                           |                            |                         |                         |
|                            | Esito: collegio confermato a Conservatore |                            |                         |                         |

## Risultati dei referendum

### Referendum sulla permanenza del Regno Unito nell'Unione europea del 2016
|  | Collegio               | Lasciare UE % | Rimanere in UE % |
|  | ---------------------- | ------------- | ---------------- |
|  | Penrith and The Border | 55,3%         | 44,7%            |
|  | Inghilterra            | 53,3%         | 46,7%            |
|  | Regno Unito            | 51,9%         | 48,1%            |